# Водное поло на летней Спартакиаде народов СССР 1983
Турнир по водному поло на VIII летней Спартакиаде народов СССР был проведён с 8 по 18 июня 1983 года в Москве.
В соревнованиях приняли участие 15 сборных команд от 13 союзных республик (всех, кроме Латвийской и Эстонской ССР) и городов Москвы и Ленинграда. Турнир проводился в два этапа — предварительный и финальный. Игры предварительного этапа и финала за 1—8-е места проходили в открытом бассейне Центрального стадиона имени В. И. Ленина, матчи финалов за 9—12-е и 13—15-е места — в бассейне Олимпийского центра водного спорта на улице Ибрагимова. Победителем стала сборная Москвы.

## Предварительный этап
15 команд были разбиты на четыре подгруппы, внутри которых провели турнир по круговой системе. По две команды из подгрупп вышли в финальный турнир за 1—8-е места; команды, занявшие в подгруппах третье место — в турнир за 9—12-е места, а остальные — в турнир за 13—15-е места. При равенстве очков положение команд определялось по результату личной встречи, а в случае ничьей — по общей разнице забитых и пропущенных мячей.
После двух игровых дней предварительного этапа определились 7 из 8 участников главного финала. Оставшуюся путёвку в заключительном матче первой подгруппы разыграли в очной встрече сборные Молдавии и Белоруссии. Молдавская команда, имевшая в составе двух 20-летних ватерполистов московского «Динамо» — чемпиона мира 1982 года Алексея Вдовина и Сергея Маркоча, оказалась сильнее белорусской сборной, за которую на этом турнире играли олимпийский чемпион 1972 года Николай Мельников и чемпион мира 1975 года Виталий Рожков.

### Первая подгруппа
|                    | 1     | 2    | 3    | 4     | И | В | Н | П | М     | О |
| ------------------ | ----- | ---- | ---- | ----- | - | - | - | - | ----- | - |
| 1. Грузинская ССР  |       | 8:7  | 6:4  | 10:10 | 3 | 2 | 1 | 0 | 24:21 | 5 |
| 2. Молдавская ССР  | 7:8   |      | 11:8 | 12:8  | 3 | 2 | 0 | 1 | 30:24 | 4 |
| 3. Белорусская ССР | 4:6   | 8:11 |      | 10:6  | 3 | 1 | 0 | 2 | 22:23 | 2 |
| 4. Литовская ССР   | 10:10 | 8:12 | 6:10 |       | 3 | 0 | 1 | 2 | 24:32 | 1 |

8 июня
- Грузинская ССР — Молдавская ССР — 8:7
- Белорусская ССР — Литовская ССР — 10:6

9 июня
- Молдавская ССР — Литовская ССР — 12:8
- Грузинская ССР — Белорусская ССР — 6:4

10 июня
- Грузинская ССР — Литовская ССР — 10:10
- Молдавская ССР — Белорусская ССР — 11:8

### Вторая подгруппа
|                   | 1    | 2     | 3    | 4     | И | В | Н | П | М     | О |
| ----------------- | ---- | ----- | ---- | ----- | - | - | - | - | ----- | - |
| 1. Украинская ССР |      | 4:3   | 10:5 | 16:4  | 3 | 3 | 0 | 0 | 30:12 | 6 |
| 2. Ленинград      | 3:4  |       | 5:4  | 17:11 | 3 | 2 | 0 | 1 | 25:19 | 4 |
| 3. РСФСР          | 5:10 | 4:5   |      | 9:3   | 3 | 1 | 0 | 2 | 18:18 | 2 |
| 4. Таджикская ССР | 4:16 | 11:17 | 3:9  |       | 3 | 0 | 0 | 3 | 18:42 | 0 |

8 июня
- Ленинград — РСФСР — 5:4
- Украинская ССР — Таджикская ССР — 16:4

9 июня
- Украинская ССР — РСФСР — 10:5
- Ленинград — Таджикская ССР — 17:11

10 июня
- Украинская ССР — Ленинград — 4:3
- РСФСР — Таджикская ССР — 9:3

### Третья подгруппа
|                        | 1    | 2    | 3    | 4    | И | В | Н | П | М     | О |
| ---------------------- | ---- | ---- | ---- | ---- | - | - | - | - | ----- | - |
| 1. Москва              |      | 10:9 | 14:4 | 23:4 | 3 | 3 | 0 | 0 | 47:17 | 6 |
| 2. Азербайджанская ССР | 9:10 |      | 12:7 | 17:5 | 3 | 2 | 0 | 1 | 38:22 | 4 |
| 3. Армянская ССР       | 4:14 | 7:12 |      | 12:2 | 3 | 1 | 0 | 2 | 23:28 | 2 |
| 4. Туркменская ССР     | 4:23 | 5:17 | 2:12 |      | 3 | 0 | 0 | 3 | 11:52 | 0 |

8 июня
- Москва — Азербайджанская ССР — 10:9
- Армянская ССР — Туркменская ССР — 12:2

9 июня
- Азербайджанская ССР — Армянская ССР — 12:7
- Москва — Туркменская ССР — 23:4

10 июня
- Москва — Армянская ССР — 14:4
- Азербайджанская ССР — Туркменская ССР — 17:5

### Четвёртая подгруппа
|                   | 1    | 2    | 3    | И | В | Н | П | М     | О |
| ----------------- | ---- | ---- | ---- | - | - | - | - | ----- | - |
| 1. Казахская ССР  |      | 9:6  | 19:1 | 2 | 2 | 0 | 0 | 28:7  | 4 |
| 2. Узбекская ССР  | 6:9  |      | 21:3 | 2 | 1 | 0 | 1 | 27:12 | 2 |
| 3. Киргизская ССР | 1:19 | 3:21 |      | 2 | 0 | 0 | 2 | 4:40  | 0 |

8 июня
- Узбекская ССР — Киргизская ССР — 21:3

9 июня
- Казахская ССР — Киргизская ССР — 19:1

10 июня
- Казахская ССР — Узбекская ССР — 9:6

## Финальный этап
Результаты матчей между командами, встречавшимися друг с другом на предварительном этапе, были засчитаны на финальном этапе за 1—8-е места. В таблице эти результаты показаны курсивом.
Победителем Спартакиады в седьмой раз в истории стала сборная Москвы, выигравшая титул за тур до окончания соревнований. В составе команды выступали игроки четырёх клубов высшей лиги — ЦСК ВМФ, «Динамо», МГУ и «Москвича». В третий раз подряд столичных ватерполистов привёл к победе наставник МГУ Михаил Рыжак, трёхкратным чемпионом Спартакиад стал нападающий Нугзар Мшвениерадзе. Также досрочно серебряные медали выиграла команда Казахстана, составленная из игроков алма-атинского «Динамо». Бронзовым призёром впервые стала сборная Узбекистана, за которую выступали игроки ташкентского «Мехната», а также Игорь Рябчун из ЦСК ВМФ и Вячеслав Чжу из ленинградской «Балтики».

### За 1—8-е места
|                        | 1     | 2    | 3     | 4    | 5     | 6     | 7    | 8     | И | В | Н | П | М     | О  |
| ---------------------- | ----- | ---- | ----- | ---- | ----- | ----- | ---- | ----- | - | - | - | - | ----- | -- |
| 1. Москва              |       | 8:7  | 12:10 | 11:7 | 8:6   | 10:9  | 8:2  | 14:8  | 7 | 7 | 0 | 0 | 71:49 | 14 |
| 2. Казахская ССР       | 7:8   |      | 9:6   | 9:8  | 13:9  | 13:7  | 9:7  | 13:7  | 7 | 6 | 0 | 1 | 73:52 | 12 |
| 3. Узбекская ССР       | 10:12 | 6:9  |       | 7:7  | 10:8  | 10:9  | 6:5  | 10:8  | 7 | 4 | 1 | 2 | 59:58 | 9  |
| 4. Украинская ССР      | 7:11  | 8:9  | 7:7   |      | 7:7   | 10:8  | 4:3  | 13:7  | 7 | 3 | 2 | 2 | 56:52 | 8  |
| 5. Грузинская ССР      | 6:8   | 9:13 | 8:10  | 7:7  |       | 11:10 | 10:7 | 8:7   | 7 | 3 | 1 | 3 | 59:62 | 7  |
| 6. Азербайджанская ССР | 9:10  | 7:13 | 9:10  | 8:10 | 10:11 |       | 10:9 | 11:11 | 7 | 1 | 1 | 5 | 64:74 | 3  |
| 7. Ленинград           | 2:8   | 7:9  | 5:6   | 3:4  | 7:10  | 9:10  |      | 12:3  | 7 | 1 | 0 | 6 | 45:50 | 2  |
| 8. Молдавская ССР      | 8:14  | 7:13 | 8:10  | 7:13 | 7:8   | 11:11 | 3:12 |       | 7 | 0 | 1 | 6 | 51:81 | 1  |

12 июня
- Казахская ССР — Украинская ССР — 9:8
- Москва — Грузинская ССР — 8:6
- Ленинград — Молдавская ССР — 12:3
- Узбекская ССР — Азербайджанская ССР — 10:9

13 июня
- Москва — Казахская ССР — 8:7
- Украинская ССР — Молдавская ССР — 13:7
- Узбекская ССР — Грузинская ССР — 10:8
- Азербайджанская ССР — Ленинград — 10:9

14 июня
- Украинская ССР — Азербайджанская ССР — 10:8
- Москва — Узбекская ССР — 12:10
- Казахская ССР — Молдавская ССР — 13:7
- Грузинская ССР — Ленинград — 10:7

16 июня
- Узбекская ССР — Ленинград — 6:5
- Казахская ССР — Азербайджанская ССР — 13:7
- Украинская ССР — Грузинская ССР — 7:7
- Москва — Молдавская ССР — 14:8

17 июня
- Украинская ССР — Узбекская ССР — 7:7
- Москва — Ленинград — 8:2
- Молдавская ССР — Азербайджанская ССР — 11:11
- Казахская ССР — Грузинская ССР — 13:9

18 июня
- Грузинская ССР — Азербайджанская ССР — 11:10
- Узбекская ССР — Молдавская ССР — 10:8
- Москва — Украинская ССР — 11:7
- Казахская ССР — Ленинград — 9:7

### За 9—12-е места
|                     | 9    | 10   | 11   | 12   | И | В | Н | П | М     | О |
| ------------------- | ---- | ---- | ---- | ---- | - | - | - | - | ----- | - |
| 9. РСФСР            |      | 9:10 | 11:5 | 19:8 | 3 | 2 | 0 | 1 | 39:23 | 4 |
| 10. Белорусская ССР | 10:9 |      | 8:10 | 21:7 | 3 | 2 | 0 | 1 | 39:26 | 4 |
| 11. Армянская ССР   | 5:11 | 10:8 |      | 17:5 | 3 | 2 | 0 | 1 | 32:24 | 4 |
| 12. Киргизская ССР  | 8:19 | 7:21 | 5:17 |      | 3 | 0 | 0 | 3 | 20:57 | 0 |

12 июня
- РСФСР — Киргизская ССР — 19:8
- Армянская ССР — Белорусская ССР — 10:8

13 июня
- Белорусская ССР — Киргизская ССР — 21:7
- РСФСР — Армянская ССР — 11:5

14 июня
- Белорусская ССР — РСФСР — 10:9
- Армянская ССР — Киргизская ССР — 17:5

### За 13—15-е места
|                     | 13   | 14   | 15   | И | В | Н | П | М     | О |
| ------------------- | ---- | ---- | ---- | - | - | - | - | ----- | - |
| 13. Таджикская ССР  |      | 9:8  | 17:7 | 2 | 2 | 0 | 0 | 26:15 | 4 |
| 14. Литовская ССР   | 8:9  |      | 11:3 | 2 | 1 | 0 | 1 | 19:12 | 2 |
| 15. Туркменская ССР | 7:17 | 3:11 |      | 2 | 0 | 0 | 2 | 10:28 | 0 |

12 июня
- Литовская ССР — Туркменская ССР — 11:3

13 июня
- Таджикская ССР — Туркменская ССР — 17:7

14 июня
- Таджикская ССР — Литовская ССР — 9:8

## Призёры
Москва: Владимир Акимов, Александр Зеленчев, Михаил Иванов, Александр Кабанов, Александр Клеймёнов, Георгий Крупин, Сергей Морозов, Георгий Мшвениерадзе, Нугзар Мшвениерадзе, Сергей Наумов, Давид Сулакадзе, Николай Шарафеев, Евгений Шаронов. Тренер — Михаил Рыжак.
 Казахская ССР: Ерлан Аяпбергенов, Игорь Баюнов, Павел Волков, П. Гончаров, Е. Ковалёв, Сергей Котенко, Николай Лошкин, Валерий Машин, Нурлан Мендыгалиев, Аскар Оразалинов, Игорь Пивоваров, Александр Полухин, Сергей Щербаков. Тренер — Станислав Пивоваров.
 Узбекская ССР: Андрей Бойко, Сергей Воронин, Владимир Запитецкий, Сергей Коряков, Евгений Лощинин, Казим Мензатов, Александр Мерненко, Олег Пузанков, Игорь Рябчун, Андрей Федяшев, Виктор Чекунов, Вячеслав Чжу, Эркин Шагаев. Тренер — Виктор Харитонов.